# Petra Mede Show
Petra Mede Show är en svensk talkshow med komikern Petra Mede som värd. Programmet hade premiär den 15 mars 2010 och sänds på TV3. Enligt Mede "spelar hon" en rollfigur med samma namn och jämför det med när hon och David Batra var med i Morgonsoffan, då de hade deras riktiga namn men spelade "några andra".
Petra Mede Show gästas av tre gäster varje avsnitt. Första avsnittet gästades av Alexandra Rapaport, Tommy Körberg och Marie Serneholt. Andreas Lundstedt från musikgruppen Alcazar är Medes bisittare.